# Monte Sant'Angelo
Monte Sant'Angelo és un municipi italià, situat a la regió de la Pulla i a la província de Foggia. L'any 2011 tenia 13.168 habitants. Limita amb els municipis de Cagnano Varano, Carpino, Manfredonia, Mattinata, San Giovanni Rotondo, San Marco in Lamis, Vico del Gargano i Vieste.

## Administració
| Període | Identitat         | Partit |
| ------- | ----------------- | ------ |
| 2012-   | Antonino di Iasio |        |

## Llocs d'interès
- Santuari de Sant Miquel Arcàngel

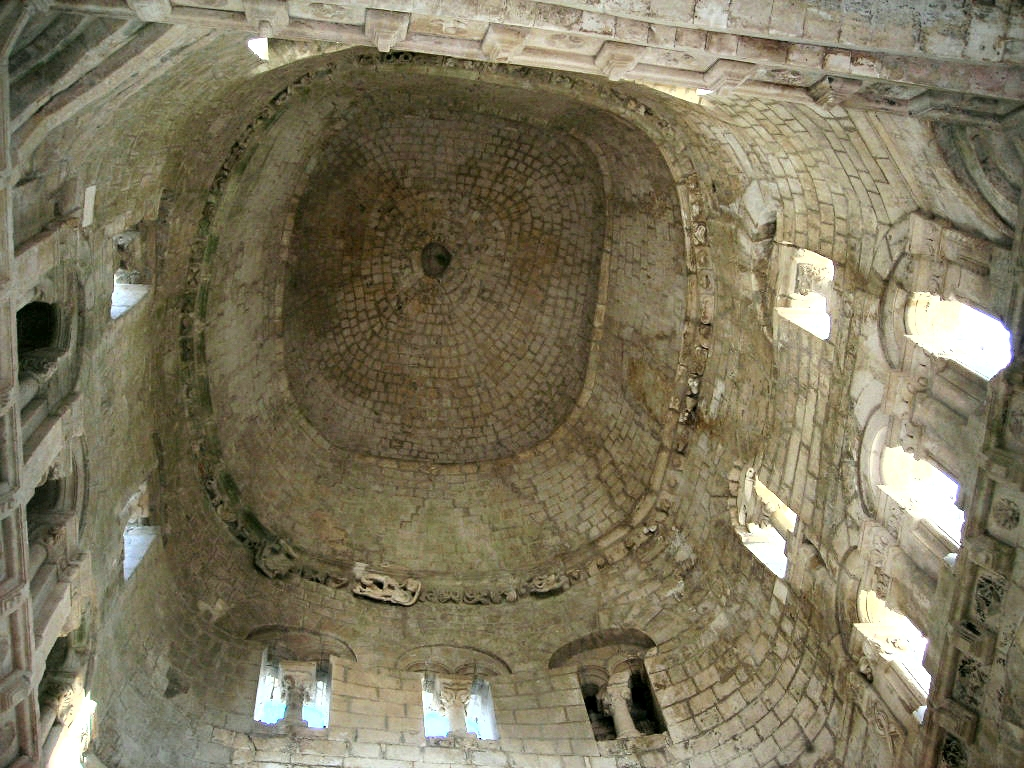
Interior de San Giovanni in Tumba

- San Giovanni in Tumba: L'edifici és conegut com la Tomba de Rotari, a causa d'una incorrecta interpretació d'una inscripció que es llegeix a l'interior. Segurament va ser construït com a baptisteri de la propera església de S. Pietro. L'interior és de planta quadrada envoltada d'arcs ogivals i amb un paredat fet per superposició de bandes concèntriques de pedres, primer en forma octogonal i després cilíndrica, oberta amb finestres i acabada amb una cúpula el·lipsoïdal.[1]

## Gallery Monte Sant'Angelo

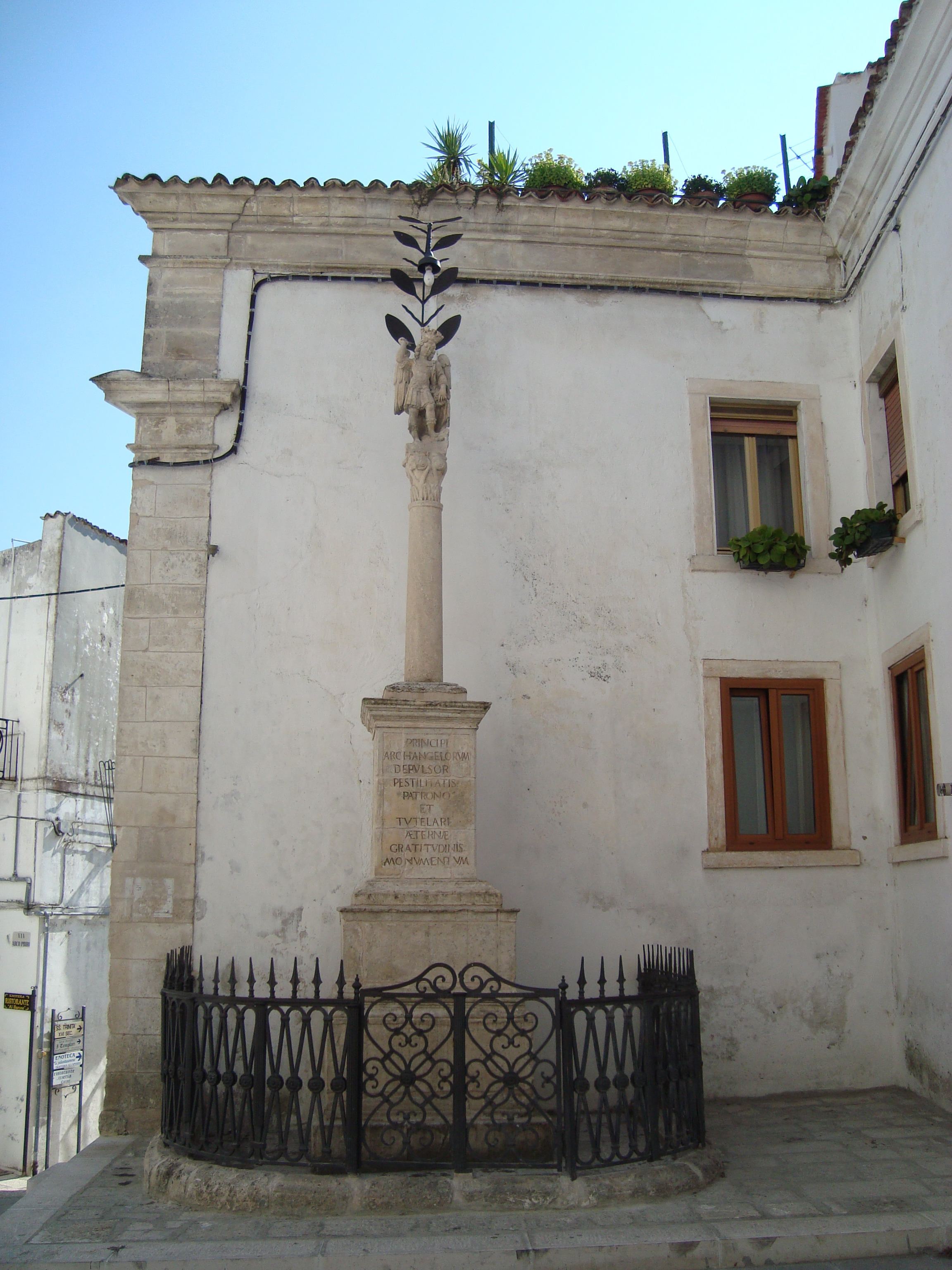
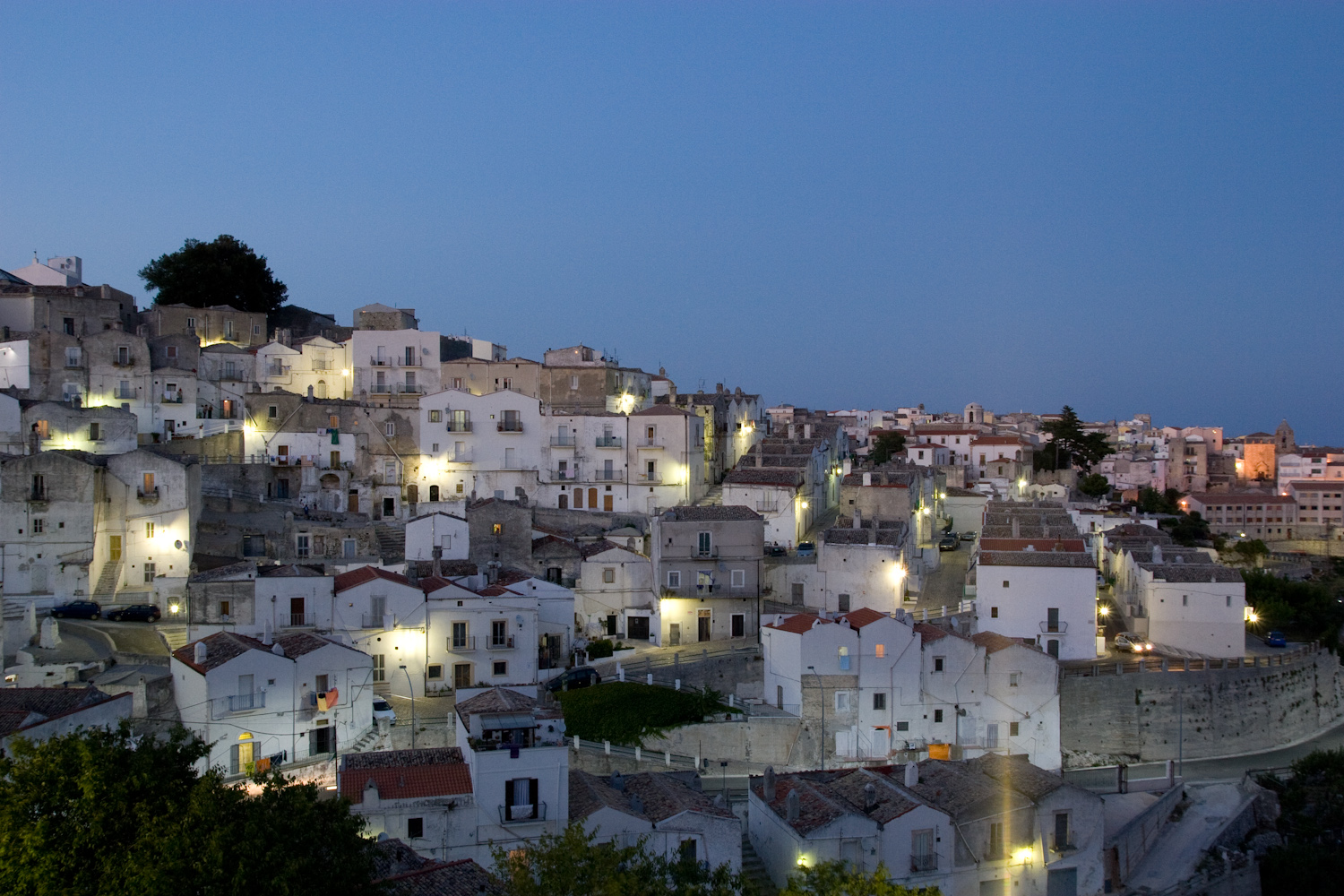
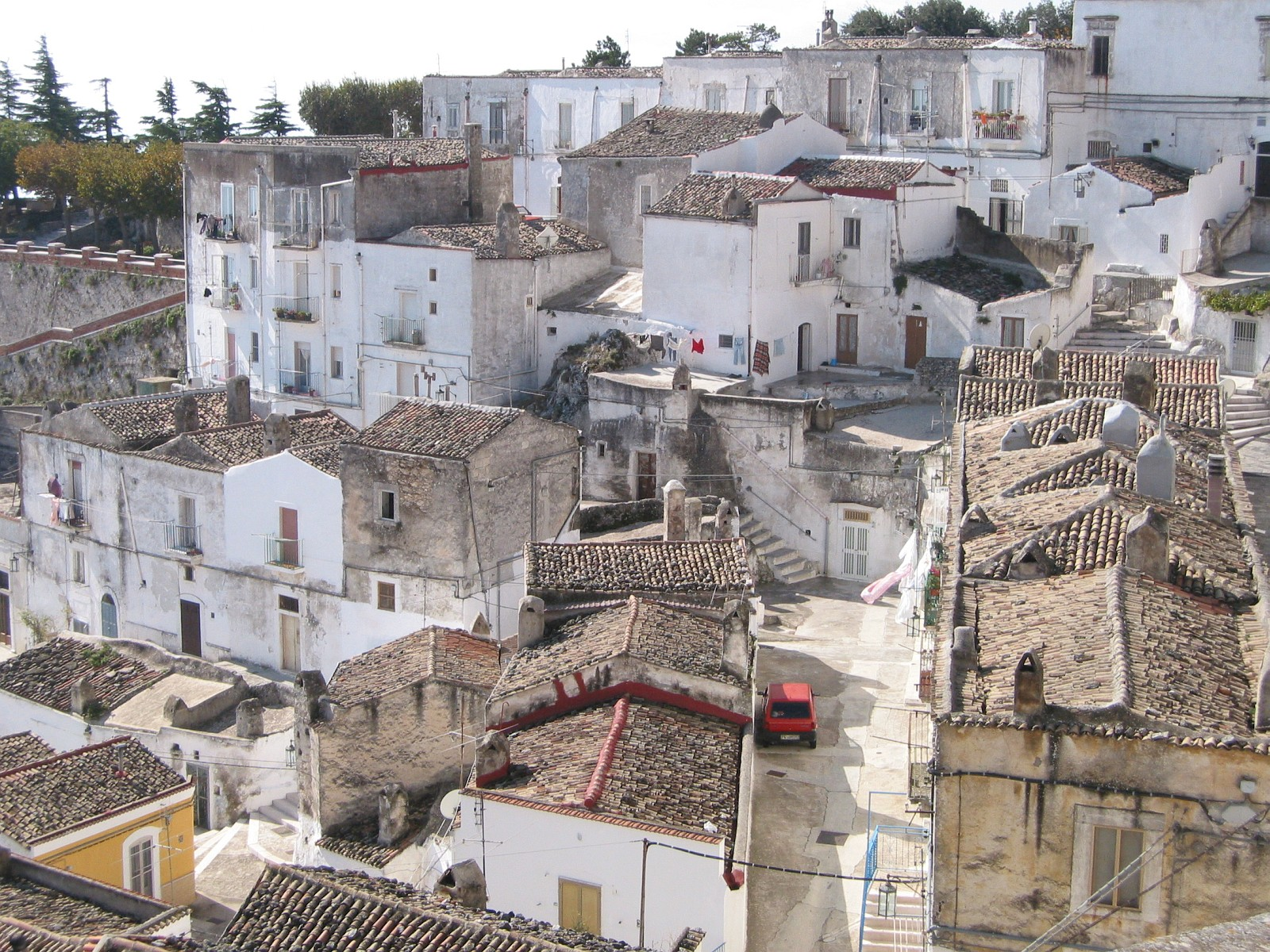
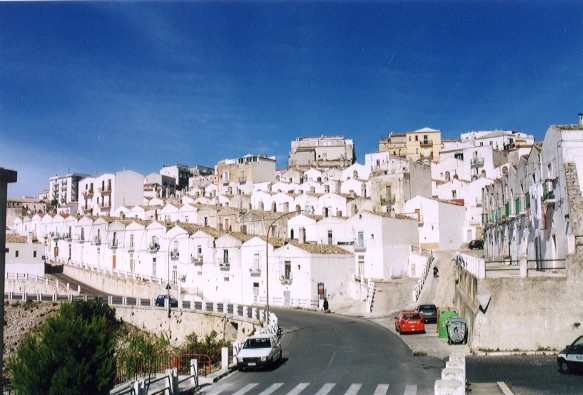
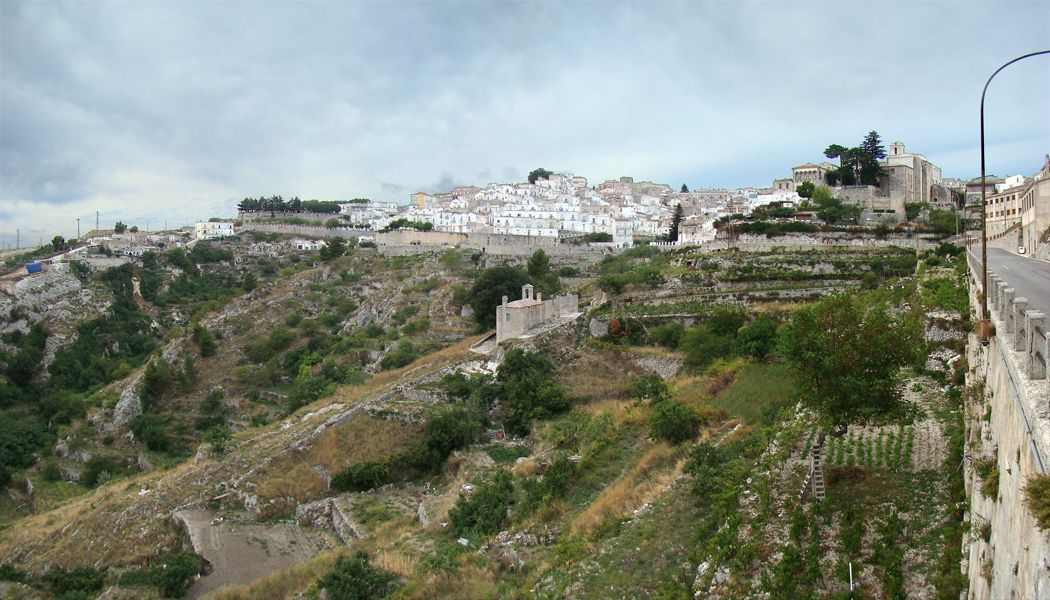
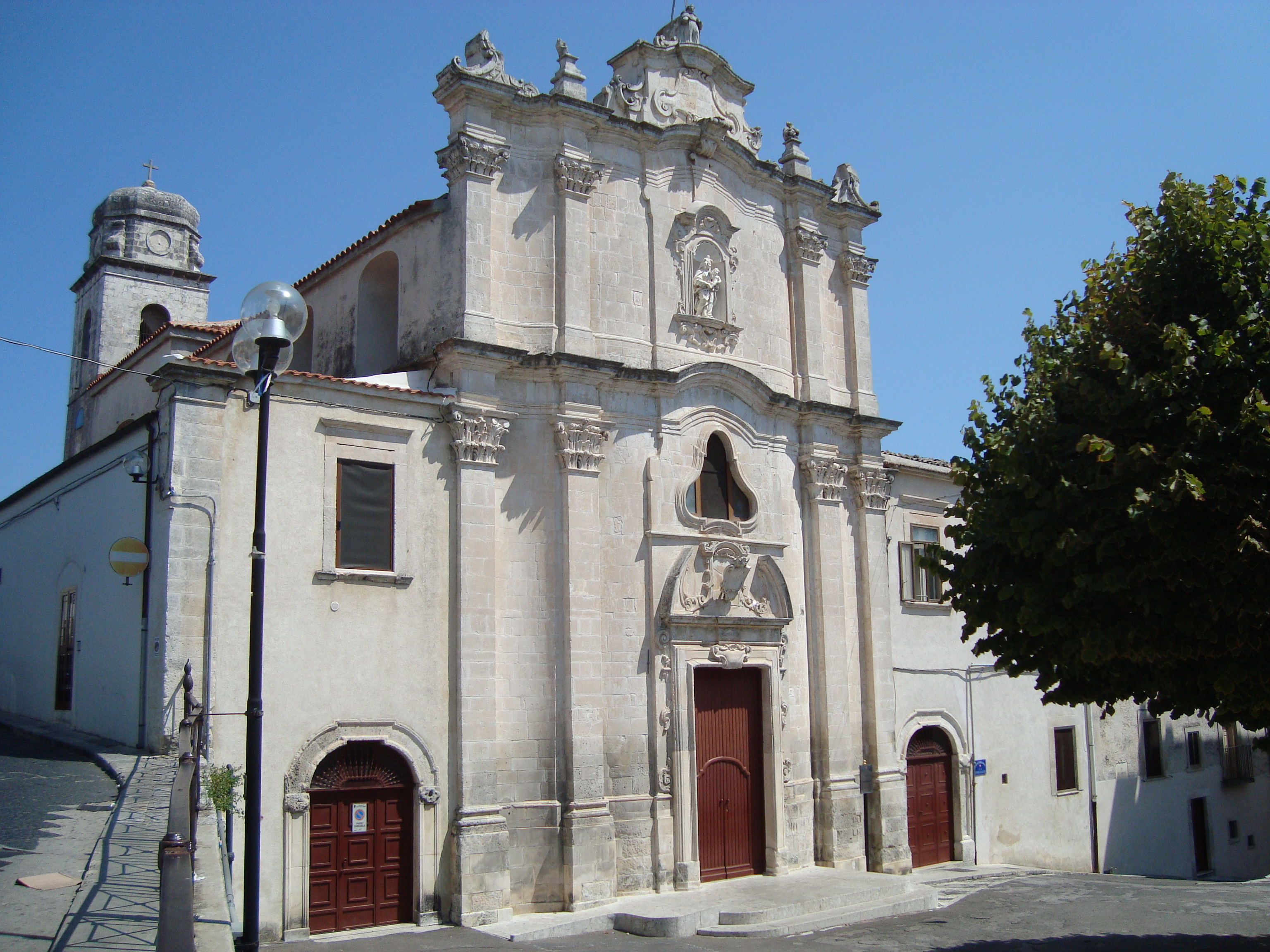
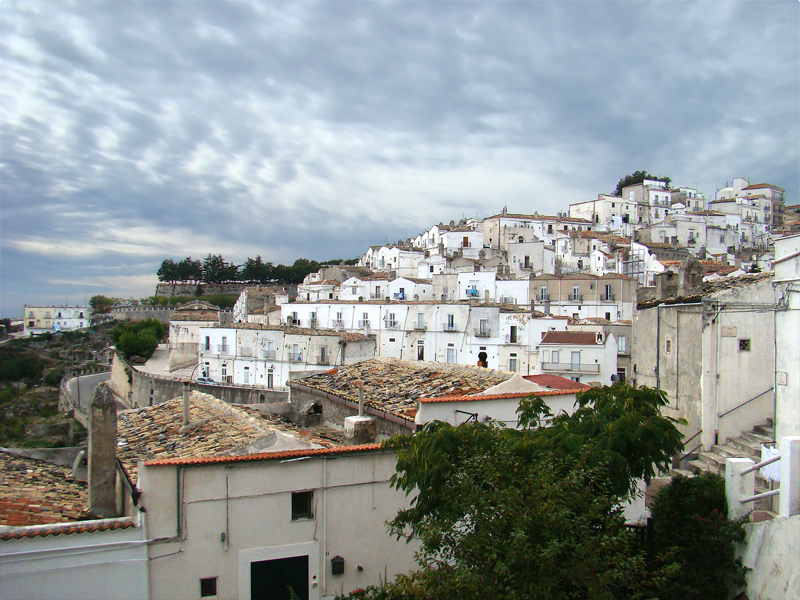
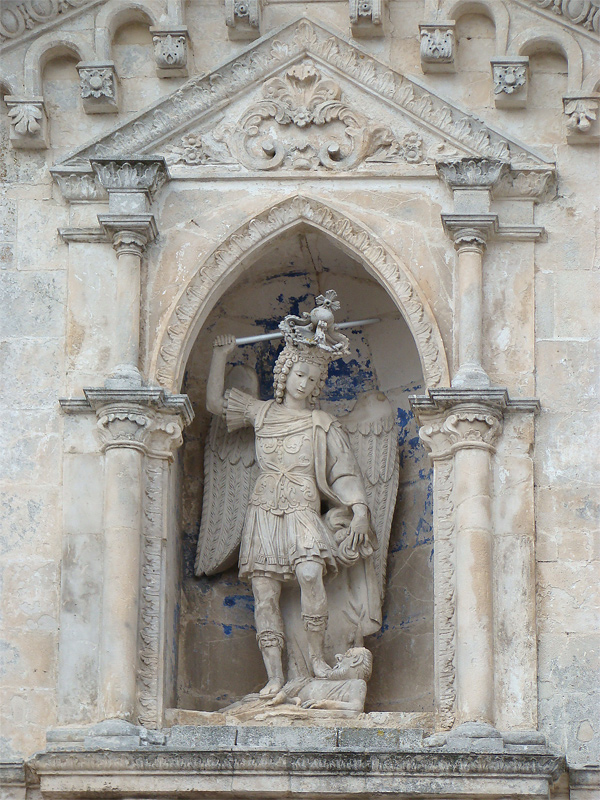
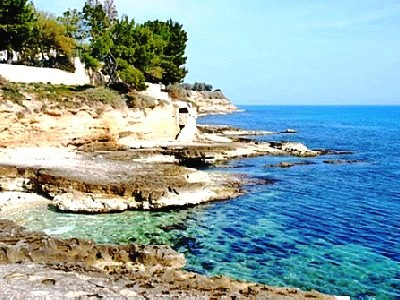
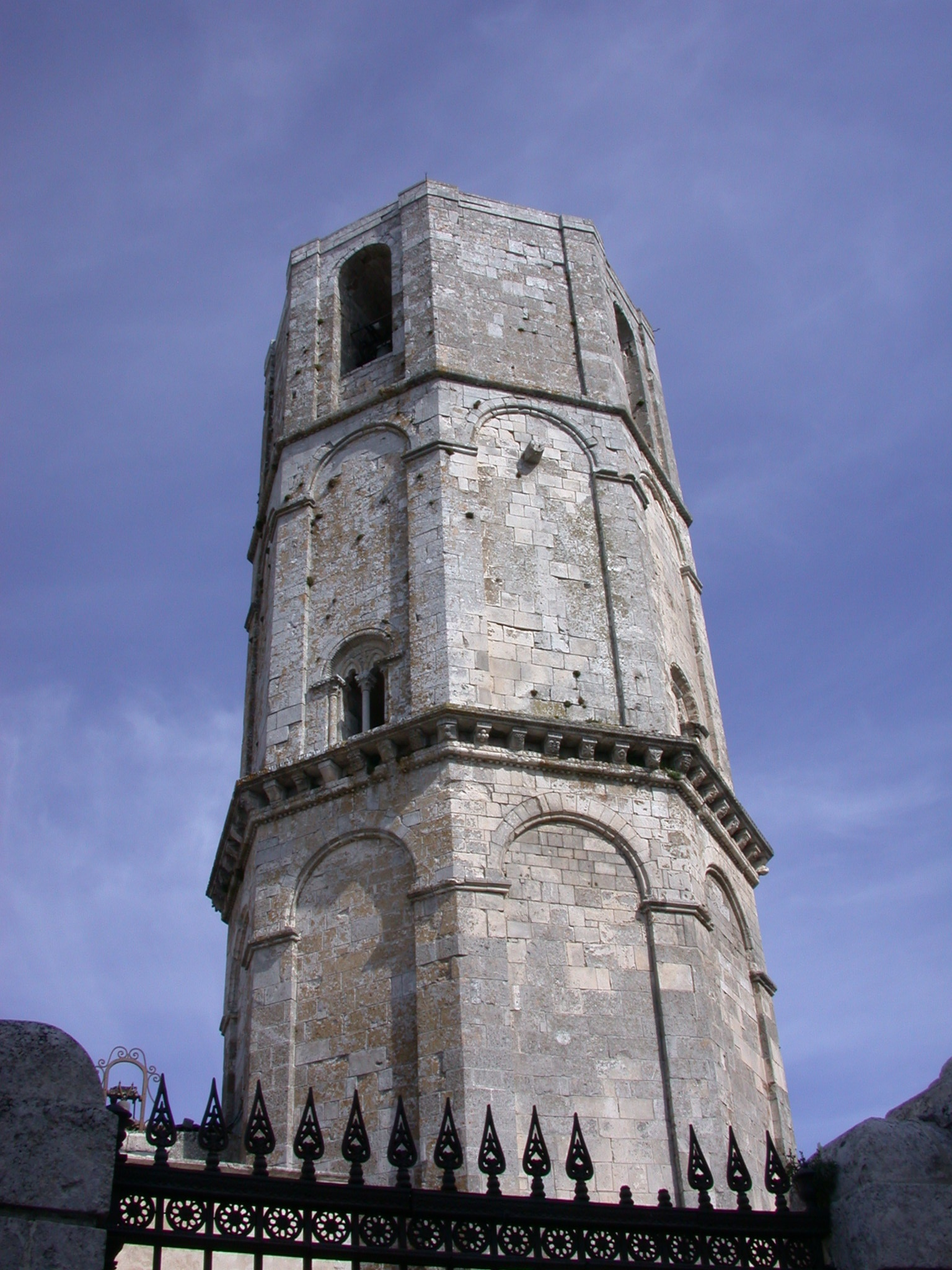